# Johanna Singer
Johanna Singer (* 12. Oktober 2002) ist eine deutsche Schauspielerin.

## Leben
Johanna Singer begann nach dem Abitur ein Studium der Politik. Ihre schauspielerische Ausbildung erhielt sie durch Workshops am Münchener Residenztheater, bei Katharina Schwarz und Thomas Darchinger sowie durch Einzelunterricht im Method Acting bei Ruth Wohlschlegel. Sie gastierte am Residenztheater München (im Stück SINN), der Studiobühne TWM (Draußen vor der Tür) und am Wiener Burgtheater (Kriegerin, Dschabber). 2022 übernahm sie in dem Kinofilm Wer gräbt den Bestatter ein? eine Hauptrolle.
Johanna Singer arbeitet in der Schauspielschule Schwarz und unterstützt seit 2024 als Assistentin die dortige Geschäftsführung.

## Filmografie
- 2020: Was Ist Ist (Kurzfilm)
- 2022: Wer gräbt den Bestatter ein?